# Fortunato Pablo Urcey
Fortunato Pablo Urcey OAR (ur. 13 marca 1947 w Estollo) – hiszpański duchowny rzymskokatolicki posługujący w Peru, w latach 2005-2022 prałat terytorialny Chota.

## Życiorys
Święcenia kapłańskie otrzymał 5 lipca 1971 w zakonie augustianów rekolektów. Po święceniach został wysłany do Peru i podjął pracę jako wikariusz w Chota. W 1978 powrócił do Hiszpanii i objął funkcję wychowawcy zakonników po pierwszych ślubach, zaś w latach 1981-1984 został wykładowcą zakonnego seminarium w Logroño. W latach 1984–1987 zajmował się formacją profesów w Limie. W 1987 został sekretarzem hiszpańskiej prowincji rekolektów, sześć lat później wybrano go na wiceekonoma generalnego, a w 1999 objął urząd prowincjała.
15 października 2005 papież Benedykt XVI mianował go prałatem terytorialnym Chota. Sakry biskupiej udzielił mu 12 grudnia 2005 bp Emiliano Antonio Cisneros Martínez.W latach 2011-2017 był sekretarzem generalnym Konferencji Episkopatu Peru.
2 lipca 2022 papież Franciszek przyjął jego rezygnację z urzędu prałata terytorialnego, jednocześnie mianując następcę, ks. Víctora Emiliana Villegasa Suclupego.